# Òrbita (teoria de control)
La noció d'òrbita d'un sistema de control en teoria de control matemàtica és un cas particular de la noció d'òrbita en teoria de grups.

## Definició
Sigui {\displaystyle {\ }{\dot {q}}=f(q,u)}
un sistema de control {\displaystyle \ {\mathcal {C}}^{\infty }} (infinitament diferenciable), en què {\displaystyle {\ q}} pertany a una varietat n-dimensional (amb n finit) {\displaystyle \ M} i {\displaystyle \ u} pertany a un conjunt de controls {\displaystyle \ U}. Consideri's la família {\displaystyle {\mathcal {F}}=\{f(\cdot ,u)\mid u\in U\}} i assumeixi's que tot camp vectorial en {\displaystyle {\mathcal {F}}} és complet. Per to {\displaystyle f\in {\mathcal {F}}} i per tot {\displaystyle \ t} real, denoti's {\displaystyle \ e^{tf}} el flux vectorial de {\displaystyle \ f} per un temps {\displaystyle \ t}.
L'òrbita del sistema de control {\displaystyle {\ }{\dot {q}}=f(q,u)} a través d'un punt {\displaystyle q_{0}\in M} és el subconjunt {\displaystyle {\mathcal {O}}_{q_{0}}} de {\displaystyle \ M} definit per:
{\displaystyle {\mathcal {O}}_{q_{0}}=\{e^{t_{k}f_{k}}\circ e^{t_{k-1}f_{k-1}}\circ \cdots \circ e^{t_{1}f_{1}}(q_{0})\mid k\in \mathbb {N} ,\ t_{1},\dots ,t_{k}\in \mathbb {R} ,\ f_{1},\dots ,f_{k}\in {\mathcal {F}}\}.}
Observacions
La diferència entre l'òrbita i el conjunt accessible és que, mentre que en el conjunt accessible només es permet la moció en el sentit positiu del temps, es permet tant la moció cap endavant com cap enrere en les òrbites.
En particular, si la família {\displaystyle {\mathcal {F}}} és simètrica (és a dir, {\displaystyle f\in {\mathcal {F}}} sí i només sí {\displaystyle -f\in {\mathcal {F}}}), l'òrbita coincideix amb el conjunt accessible.
La hipòtesi que tot camp vectorial de {\displaystyle {\mathcal {F}}} és complet, simplifica la notació però pot ser relaxat. En aquest cas, s'han de substituir els fluxos dels camps vectorials per versions locals.

## Teorema de l'òrbita de Nagano–Sussmann
Tota òrbita {\displaystyle {\mathcal {O}}_{q_{0}}} és una subvarietat immersa de {\displaystyle \ M}.
L'espai tangent a l'òrbita {\displaystyle {\mathcal {O}}_{q_{0}}} en un punt {\displaystyle \ q} és el subespai lineal de {\displaystyle \ T_{q}M} estès pels vectors {\displaystyle \ P_{*}f(q)} on {\displaystyle \ P_{*}f} denota el pushforward de {\displaystyle \ f} per {\displaystyle \ P}, {\displaystyle \ f} pertany a {\displaystyle {\mathcal {F}}} i {\displaystyle \ P} és un difeomorfisme de {\displaystyle \ M} de la forma {\displaystyle e^{t_{k}f_{k}}\circ \cdots \circ e^{t_{1}f_{1}}} amb {\displaystyle k\in \mathbb {N} ,\ t_{1},\dots ,t_{k}\in \mathbb {R} } i {\displaystyle f_{1},\dots ,f_{k}\in {\mathcal {F}}}.
Si tots els camps vectorials de la família {\displaystyle {\mathcal {F}}} són analítics, llavors {\displaystyle \ T_{q}{\mathcal {O}}_{q_{0}}=\mathrm {Lie} _{q}\,{\mathcal {F}}} on {\displaystyle \mathrm {Lie} _{q}\,{\mathcal {F}}} és l'avaluació a {\displaystyle \ q} de l'àlgebra de Lie generada per {\displaystyle {\mathcal {F}}} respecte el claudàtor de Lie de camps vectorials. Altrament, la inclusió {\displaystyle \mathrm {Lie} _{q}\,{\mathcal {F}}\subset T_{q}{\mathcal {O}}_{q_{0}}} segueix comlint-se.

## Corol·lari (teorema de Rashevsky–Chow)
Si {\displaystyle \mathrm {Lie} _{q}\,{\mathcal {F}}=T_{q}M} per tot {\displaystyle \ q\in M} i si {\displaystyle \ M} és connex, llavors cada òrbita és igual a la varietat sencera {\displaystyle \ M}.